# Пасекі (Остроленцький повіт)
Пасекі (пол. Pasieki) — село в Польщі, у гміні Ґоворово Остроленцького повіту Мазовецького воєводства.
Населення — 282 особи (2011).
У 1975-1998 роках село належало до Остроленцького воєводства.

## Демографія
Демографічна структура станом на 31 березня 2011 року:
|          | Загалом | Допрацездатний вік | Працездатний вік | Постпрацездатний вік |
| -------- | ------- | ------------------ | ---------------- | -------------------- |
| Чоловіки | 138     | 25                 | 98               | 15                   |
| Жінки    | 144     | 34                 | 81               | 29                   |
| Разом    | 282     | 59                 | 179              | 44                   |